# Boeing Crewed Flight Test
Boeing Crewed Flight Test (Boe-CFT) var den första bemannade testet av Boeings rymdfarkost CST-100 Starliner i omloppsbana runt jorden.
Farkosten sköts upp med en Atlas V-raket, från Cape Canaveral Air Force Station LC 41, den 5 juni 2024.
Farkosten dockade med den Internationella rymdstationen (ISS), den 6 juni 2024.
Efter att det uppståt problem med farkostens styrraketer, beslöt man att låta farosten landa obemannad.
Farkosten lämnade rymdstationen den 6 september 2024 och landade några timmar senare på White Sands Space Harbor.

## Problem
Under dockningsfasen uppstod problem med flera av farkostens manöverraketer. NASA meddelade snabbt att man skulle förlänga farkostens vistelse vid rymdstationen, för att ge Boeing tid att utreda problemen.
Efter flera månades arbete, meddelade NASA att problemen sannolikt beror på att en packning deformeras av den värme som uppstår när manöverraketerna används.
Problemen har lett till att farkostens säkerhet ifrågasätt. Den 24 augusti 2024 meddelade NASA att farkosten kommer landa obemannad och att Barry Wilmore och Sunita Williams kommer landa med SpaceX Crew-9

## Besättning
|             | Uppskjutning                                 | Landning  |
| ----------- | -------------------------------------------- | --------- |
| Befälhavare | Barry E. Wilmore, NASA Hans tredje rymdfärd  | Obemannad |
| Pilot       | Sunita Williams, NASA Hennes tredje rymdfärd | Obemannad |